# Hierodula multispina
Hierodula multispina är en bönsyrseart som beskrevs av Wang 1993. Hierodula multispina ingår i släktet Hierodula och familjen Mantidae. Inga underarter finns listade i Catalogue of Life.